# William A. Pailes
William Arthur Pailes (Hackensack, 26 giugno 1952) è un ex astronauta statunitense.
Nel 1985 ha preso parte alla missione STS-51-J a bordo dello Space Shuttle Atlantis come specialista del carico utile.